# Мадам Сузацка (фильм)
«Мадам Сузацка» (англ. Madame Sousatzka) — кинофильм 1988 года. Экранизация одноимённого романа Бернис Рубенс.

## Сюжет
Сушила Сен, индийская иммигрантка, живёт в Лондоне и одна воспитывает сына. Манек интересуется музыкой и проявляет незаурядные способности в игре на фортепиано. Его учительница, мадам Сузацка, считает, что только ей под силу развить его талант и помочь мальчику стать выдающимся пианистом.

## В ролях
- Ширли Маклейн — мадам Юлина Сузацка
- Пегги Эшкрофт — леди Эмили
- Твигги — Дженни
- Шабана Азми — Сушила Сен
- Навин Чоудри — Манек Сен
- Ли Лоусон — Ронни Блум
- Сэм Бизли — гость фестиваля

## Награды и номинации
Победа:
- Золотой глобус — Лучшая женская роль в драматическом фильме — Ширли Маклейн
- Приз Венецианского кинофестиваля за лучшую женскую роль — Ширли Маклейн

Номинация:
- BAFTA — Лучшая женская роль второго плана — Пегги Эшкрофт[1]